# آسانسوری به‌سوی قتلگاه
آسانسوری به سوی قتلگاه یا آسانسوری به سوی سکوی اعدام (به فرانسوی: Ascenseur pour l'échafaud) فیلمی از لویی مال ساختهٔ ۱۹۵۸ است.

## خلاصه داستان
قهرمان سابق جنگ «ژولی‌ین تاورنیه» (رونه) دل‌باختهٔ «فلورانس کارالا» (مورو)، همسر رئیسش، شده است. این دو تصمیم می‌گیرند که «ژولی‌ین» «آقای سیمون کارالا» (وال) را به قتل برساند تا با یکدیگر زندگی تازه‌ای را آغاز کنند. یک روز بعدازظهر «ژولی‌ین» با طنابی از دفترش در طبقه بالای دفتر «کارالا» پایین می‌آید، او را به قتل می‌رساند و سر ساعت تعطیل اداره صحنه را ترک می‌کند اما در خیابان متوجه می‌شود جمع کردن طناب آویزان میان دو طبقه را فراموش کرده است. پس ناچار می‌شود که به اداره باز گردد. با این همه حالا، با قطع برق، او در آسانسور گرفتار می‌شود...